# Georgios Pachymeres
Georgios Pachymeres (grekiska: Γεώργιος Παχυμέρης), född 1242 i Nicaea, död 1310 i Konstantinopel, var en bysantinsk författare.
Georgios Pachymeres fortsatte Georgios Akropolites historiska verk fram till 1308. Hans fortsättning utgavs av Immanuel Bekker i Bonnercorpus 1835.